# Roger Connor
Roger Connor (1º de julho de 1857 – 4 de janeiro de 1931) foi um jogador profissional de beisebol do século 19 na Major League Baseball (MLB). Jogou por diversos times, mas passou mais tempo em Nova Iorque, onde se tornou responsável pela equipe do New York Gothams se tornar conhecido como Giants. Foi o detentor do recorde de home runs na carreira até ser superado por Babe Ruth em 1920. Connor rebateu  138 home runs durante sua carreira de 18 anos e este número ficou em primeiro durante 23 anos após sua aposentadoria em 1897.
Connor era proprietário e gerente de equipes das ligas menores após se aposentar como jogador. Foi eleito para o Baseball Hall of Fame pelo Veterans Committee em 1976. Amplamente esquecido após sua aposentadoria, Connor foi enterrado em um túmulo não nomeado até que um grupo de cidadãos levantaram fundos para um sepulcro digno em 2001.

## Livros
- Kerr, Roy. Roger Connor: Home Run King of 19th Century Baseball. McFarland, 2011. ISBN 0786459581.